# Heimyscus fumosus
Genre
Espèce
Statut de conservation UICN

 LC  : Préoccupation mineure
Heimyscus fumosus est la seule espèce du genre Heimyscus. C'est un rongeur de la sous-famille des Murinés du Gabon.